# 柳叶柯
（學名：Lithocarpus dodonaeifolius）为壳斗科柯属的植物，为台灣的特有植物。分布于台灣本島，生长于海拔500米至1,450米的地区，多生长在山地杂木林中，目前尚未由人工引种栽培。

## 异名
- Pasania dodonaeifolia Hayata